# Cachan
Cachan ist eine französische Gemeinde mit 30.526 Einwohnern (Stand 1. Januar 2022) im Département Val-de-Marne, im Ballungsraum von Paris.
Cachan ist seit 1923 eine eigenständige Gemeinde. Hier ist seit 1956 die Hochschule École normale supérieure Paris-Saclay angesiedelt.
In Cachan ist der berühmte Geiger Christian Ferras beigesetzt.

## Sehenswürdigkeiten
- Château des Arcs oder Château de Provigny (Monument historique)
- Fondation Raspail (Monument historique)
- Aqueduc des Eaux de Rungis (Monument historique)
- Ancien aqueduc des eaux de Rungis oder Aqueduc Médicis (Monument historique)
- Maison Eyrolles (Monument historique)
- École supérieure oder École spéciale des Travaux publics (Monument historique)
- Hôtel de Ville (Monument historique)

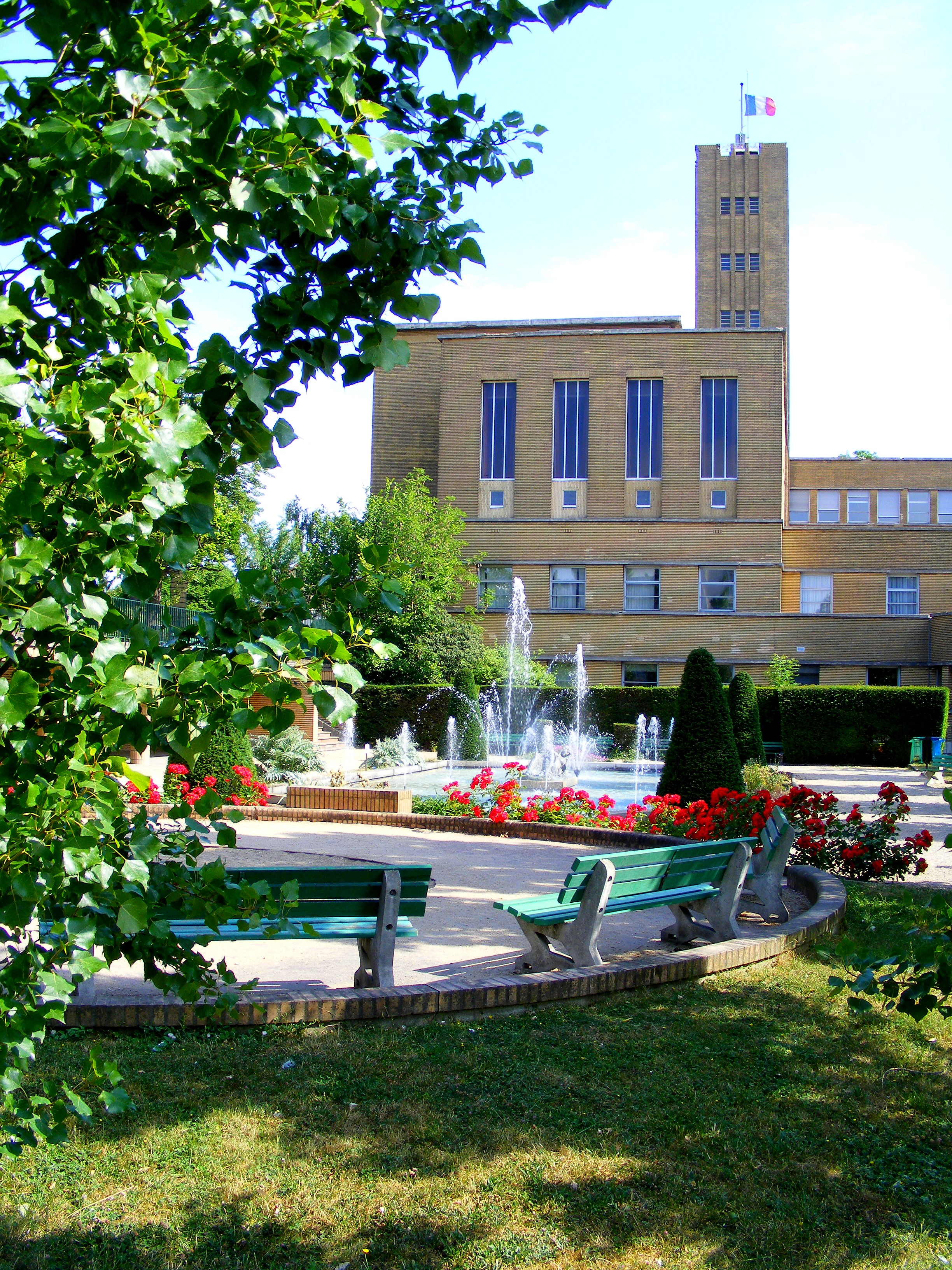
Rathaus
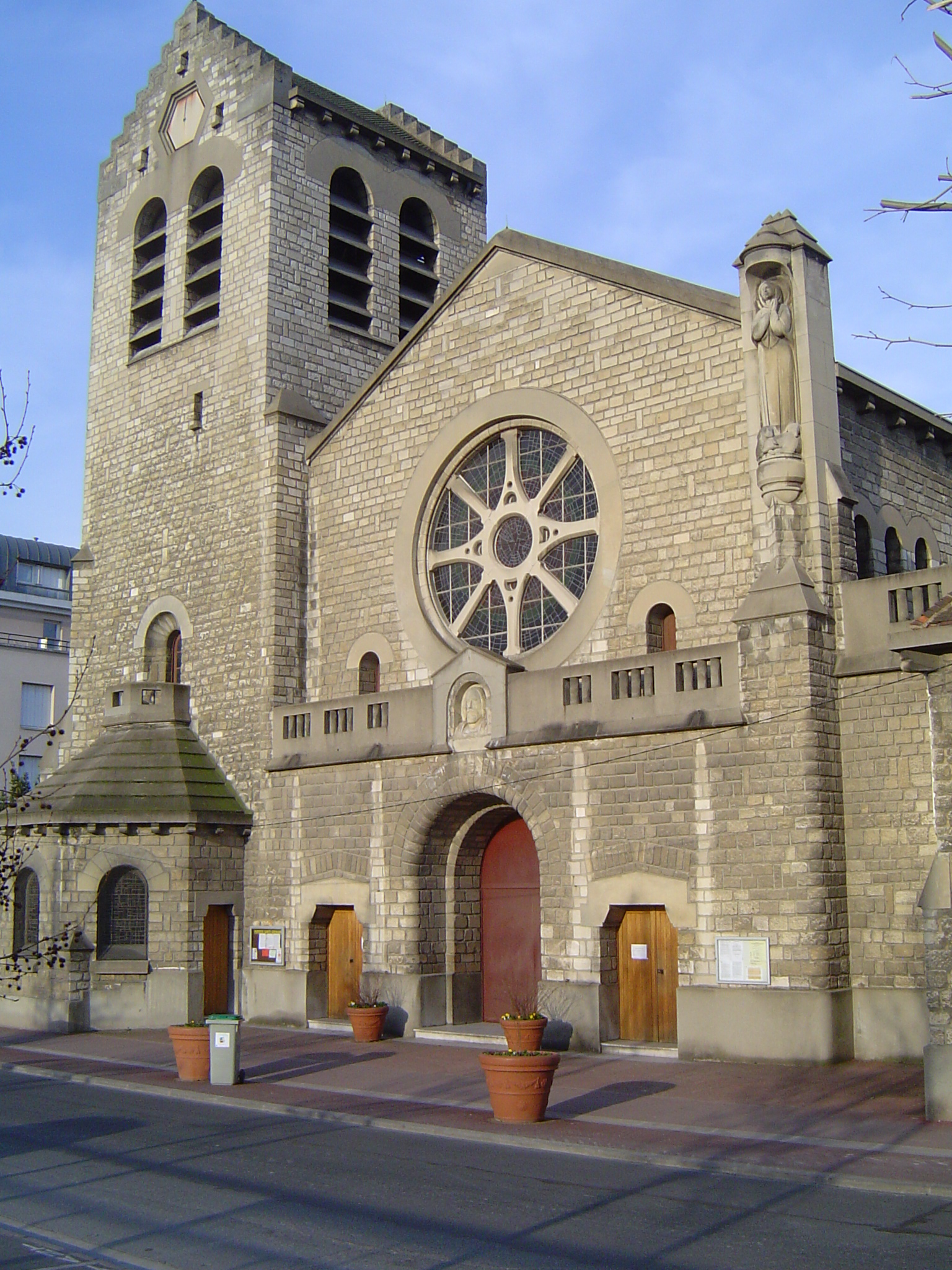
Kirche Sainte Germaine
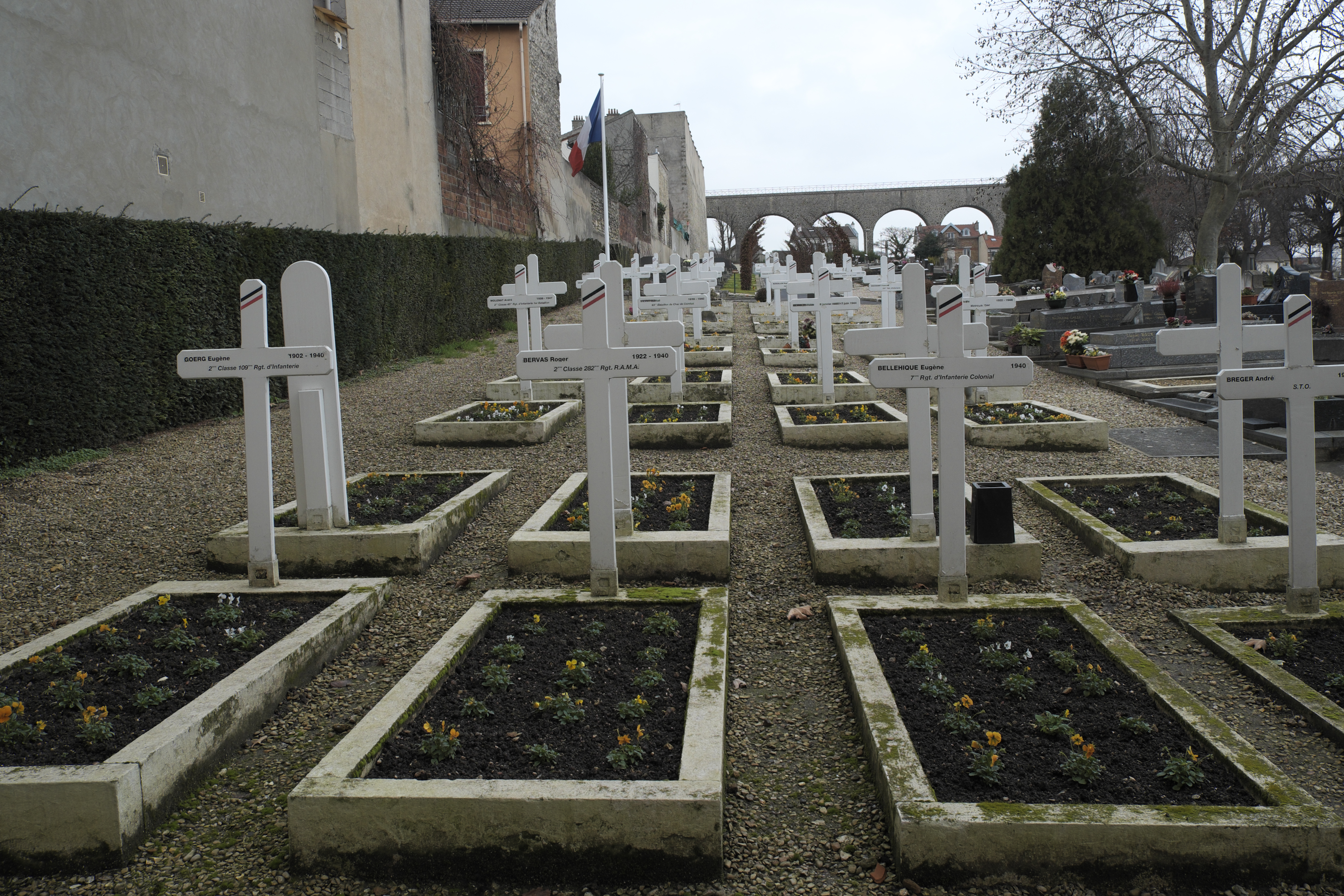
Soldatengräber auf dem Friedhof

## Persönlichkeiten
- Léon Eyrolles (1861–1945), Bürgermeister von Cachan von 1929 bis 1944
- Robert Klapisch (1932–2020), Experimentalphysiker